# Turó del Felício
El Turó del Felício és una muntanya de 553 metres que del municipi de la Torre de Claramunt, a la comarca de l'Anoia.